# Jean Baptiste Joseph Delambre
Jean Baptiste Joseph Delambre (1749-1822) là nhà thiên văn học người Pháp. Ông là giám đốc của Đài quan sát Paris, một trong những đài quan sát thiên văn nổi tiếng nhất thế giới. Ông còn là tác giả của một trong những cuốn sách lịch sử thiên văn học nổi tiếng. Trong cuốn sách đó, ông đã nêu bật những thành tựu mà khoa học thiên văn đã đạt được từ thời cổ đại đến thời đại của mình, thế kỷ XVIII. Ông là một trong hai nhà khoa học (người còn lại là Pierre Méchain) được giao việc đo đạc để tìm ra 1 mét mẫu ngay sau khi Cách mạng Pháp 1789 bùng nổ. Đây là công việc cực kỳ khó khăn bởi vì thời đó chưa có các thiết bị hiện đại như bây giờ. Nhưng bằng sự kiên trì đáng kinh ngạc, Delambre và Méchain đã làm tốt nhiệm vụ của mình. Nhờ có họ, hội đồng khoa học của Pháp gồm nhiều nhà khoa học uy tín như Laplace, Legendre, Lagrange,... đã xác định được mẫu một 1 mét được đặt tại Viện đo lường Paris. Người Pháp rất tự hào vì họ đã tìm ra mẫu một mét đầu tiên trên thế giới và nhiều nhà lịch sử khoa học đã gọi nó là mẫu một mét "cho mọi thời đại", "cho mọi dân tộc". Đây là cuộc cách mạng về các đơn vị đo lường không chỉ cho nước Pháp của Cách mạng 1789 mà còn cho cả thế giới sau này, giúp các nhà khoa học ở khắp nơi trên thế giới có thể thuận tiện nghiên cứu hơn.